# Franciszek Vogl
Franciszek Serafin Vogl (ur. 4 października 1856 w Strusowie, zm. 29 czerwca 1933 w Tarnopolu) – polski nauczyciel przyrody, działacz narodowo-demokratyczny, profesor i dyrektor wielu gimnazjów.  

## Życiorys
Od 27 marca 1881 był nauczycielem, a od 21 sierpnia 1891 nauczycielem rzeczywistym. Początkowo uczył w Gimnazjum św. Jacka w Krakowie, a następnie w latach 1888-1896 w Gimnazjum w Jarosławiu. Do 1914 pracował w gimnazjum w Tarnopolu. W tym okresie prowadził także prywatne seminarium nauczycielskie. Był członkiem Towarzystwa Pomocy Naukowej oraz Towarzystwa Szkoły Ludowej.
Po wybuchu I wojny światowej został 3 sierpnia 1914 ewakuowany przez władze austriackie. Przebywał w Wiedniu, gdzie założył prywatne żeńskie seminarium nauczycielskie.
Powrócił do kraju obejmując w maju 1918 posadę dyrektora w Gimnazjum w Śniatynie, którą sprawował do 1920. Był w tym czasie wiceprezesem koła Towarzystwa Nauczycieli Szkół Wyższych. Następnie w latach 1920-1927 był dyrektorem I Państwowego Gimnazjum w Tarnopolu. W 1922 został członkiem Zarządu Okręgowego Towarzystwa Nauczycieli Szkół Średnich i Wyższych w Tarnopolu. Politycznie był związany z endecją. Był wiceprezesem Polskiej Organizacji Narodowej, a w 1926 prezesem koła Związku Ludowo-Narodowego w Tarnopolu. 
Zmarł 29 czerwca 1933 w Tarnopolu. 

## Rodzina
Był synem Franciszka, zarządcy dóbr, i Antoniny z Wiśniewskich. 31 października 1889 w kościele św. Antoniego we Lwowie ożenił się z Zofią z Abgaro-Zachariasiewiczów, działaczką narodową.